# Космическое излучение
Косми́ческое излуче́ние — электромагнитное или корпускулярное излучение, имеющее внеземной источник; подразделяют на первичное (которое, в свою очередь, делится на галактическое и солнечное) и вторичное. В узком смысле иногда отождествляют космическое излучение и космические лучи.

## Основные сведения
Космическое излучение — более широкое понятие, чем космические лучи, и включает в себя последнее, а также реликтовое излучение, космическое радиоизлучение и др. В английском языке Cosmic rays и Cosmic radiation отождествляются — вероятно, следуя традиции английского словоупотребления. В русском языке в одних случаях имеется в виду только корпускулярная компонента, то есть космические лучи, в других же понятие скорее употребляется более широко.

## Разновидности космического излучения
- Космические лучи
- Реликтовое излучение
- Гамма-всплеск